# Stadsmolen (Leiden)
De Stadsmolen of Stadspoldermolen in de Nederlandse stad Leiden is een in 1856 gebouwde poldermolen ter vervanging van een eerdere molen uit 1806. De sterk flesvormig gemetselde molen is tot 1966 in bedrijf geweest. In 1979 is de molen gerestaureerd, waarbij de romp op diverse plekken bleek te zijn gescheurd. Men heeft toen besloten de Stadsmolen tot op de grond af te breken en opnieuw op te metselen. De molen staat aan de Slaaghsloot, een sloot die in de volksmond "Stinksloot" heette, omdat ernaast kadavers werden begraven. De molenaarswoning die naast de Stadsmolen staat is gebouwd omdat het in de molen te hard stonk om er te kunnen wonen.
Tegenwoordig bemaalt de molen op vrijwillige basis het resterende deel van de Slagh of Groote en Kleine Stadspolder. Dit voormalige waterschap is in 1970 ontpolderd.

## Foto's

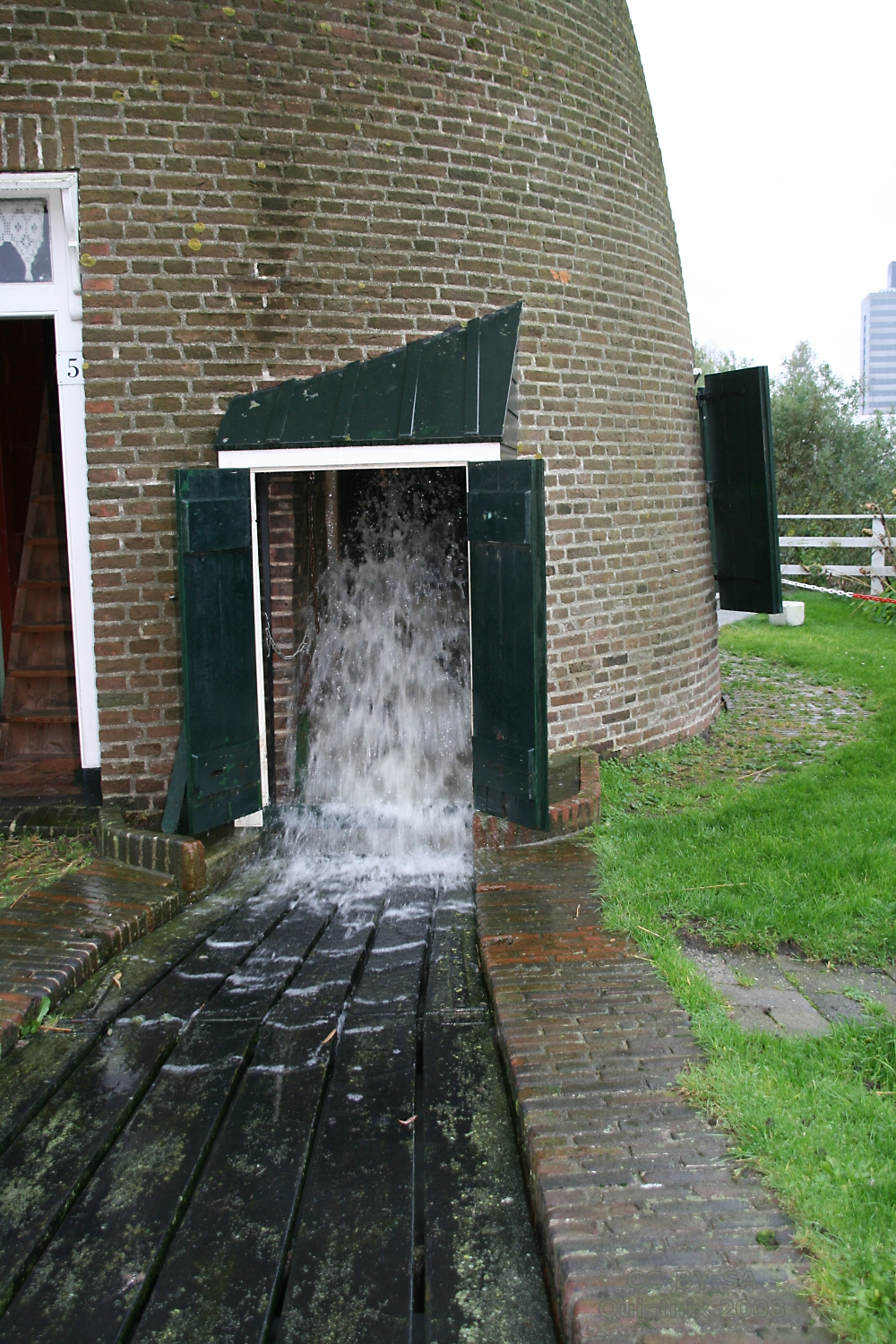
Water uitmalen
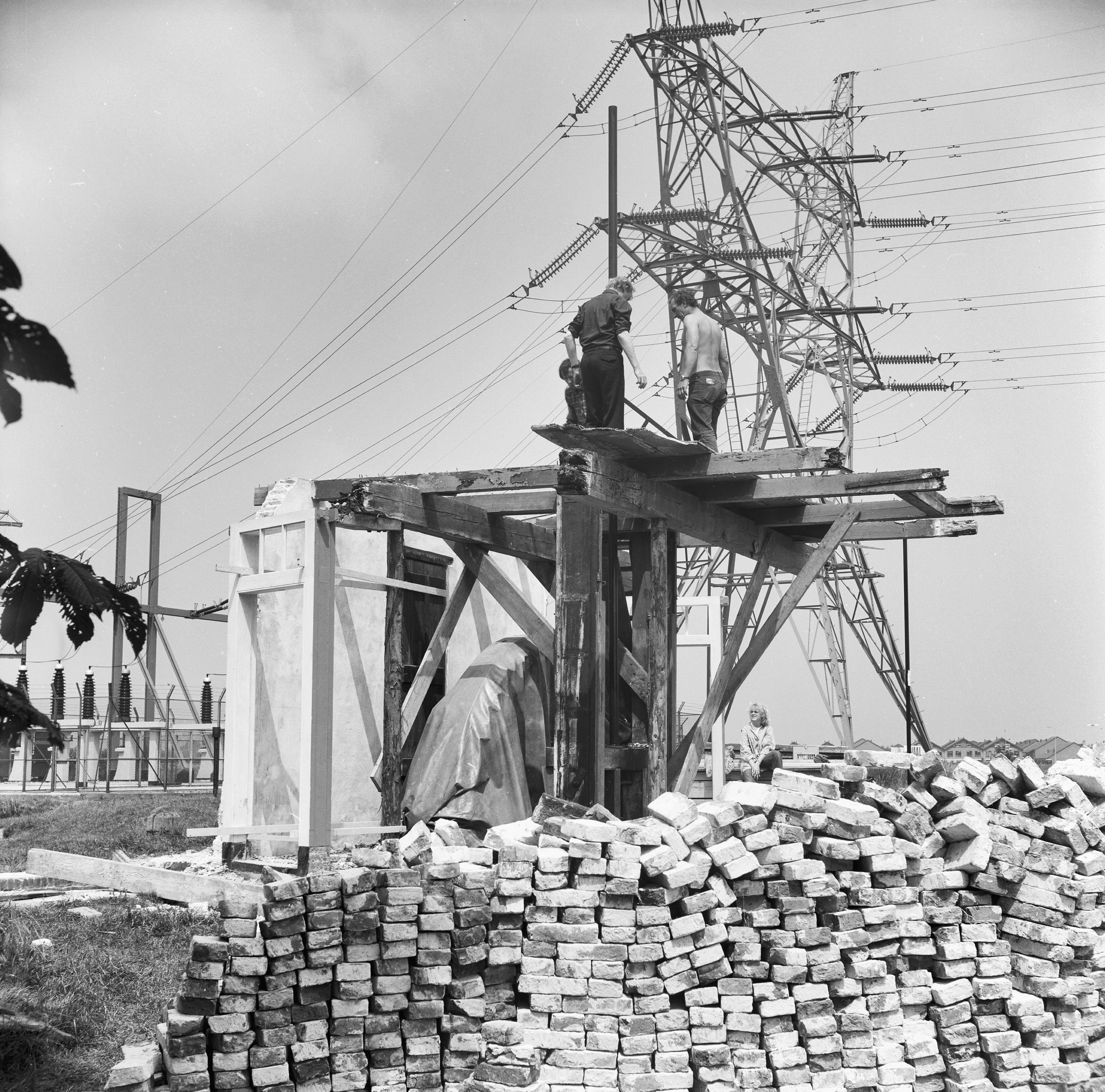
Herbouw van de molen in 1979
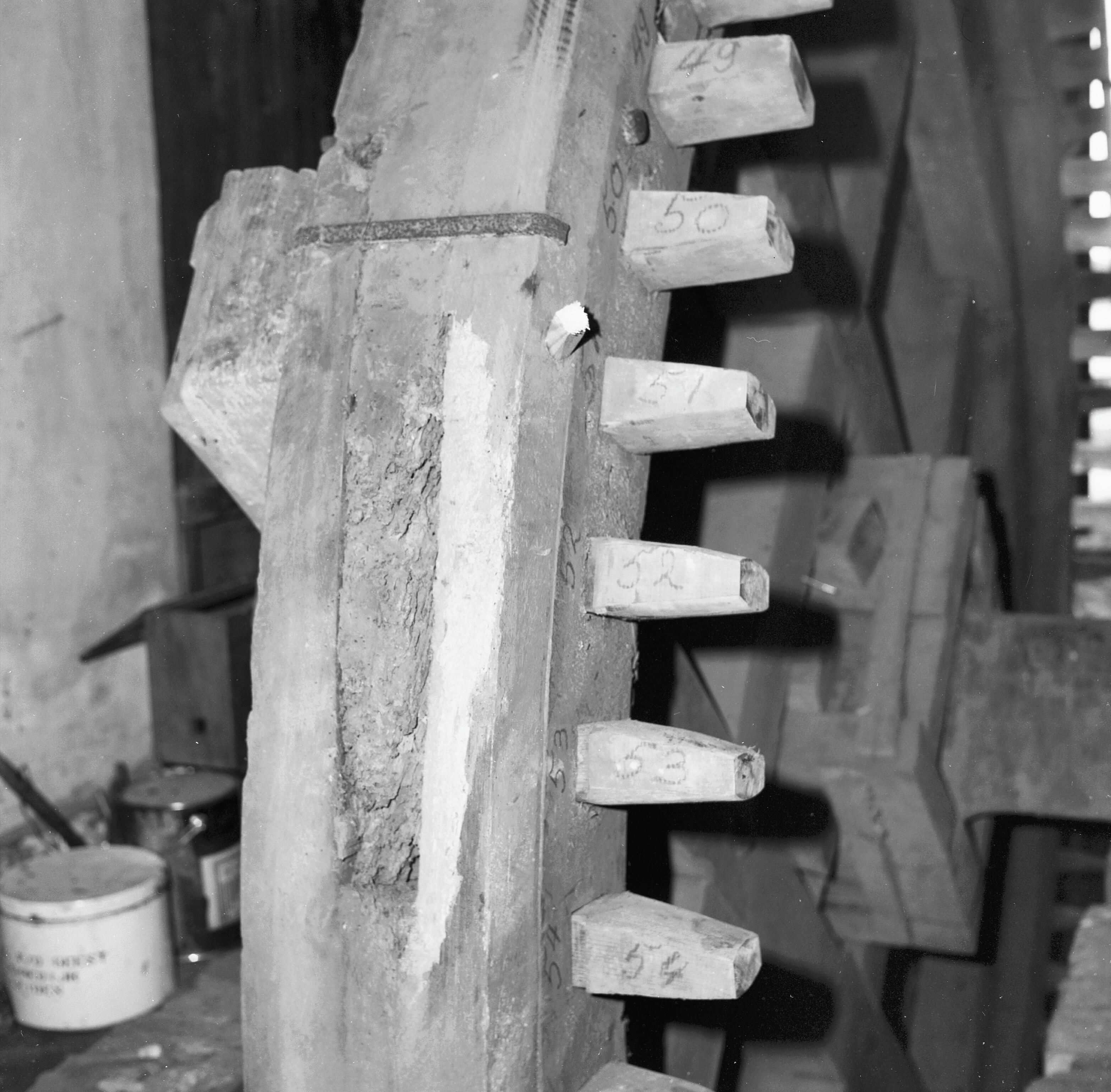
Binnenwerk (1980)

d'Heesterboom ·
De Herder ·
Kikkermolen ·
Maredijkmolen ·
De Put ·
Rodenburgermolen ·
Stadsmolen ·
Stevenshofjesmolen ·
De Valk